# Gare des Loges-Saulces
La gare des Loges-Saulces (Calvados), entre Pont-d'Ouilly et Falaise, a été construite pour le compte de la compagnie des chemins de fer de l'Ouest sur la ligne Berjou-Falaise. 

## Histoire
Quand la ligne Falaise - Berjou ouvre le 15 avril 1874, les trains ne s'arrêtent pas entre la gare de Ménil-Vin et celle de Martigny. Les habitants des Loges-Saulces envoient une pétition au conseil général du Calvados pour que le train fasse une halte dans leur commune. Le département demande donc à ce qu'une halte à voyageurs soit établie dans la maison de garde-barrière n°10. Le 20 juin 1875, cette demande est rejetée sur les recommandations des ingénieurs du contrôle.
Reprise par la Compagnie des chemins de fer de l'État en 1908, l'exploitation du tronçon Pont-d'Ouilly-Falaise cessa le 1er mars 1938, au moment de la création de la SNCF. Le tronçon Pont-d'Ouilly-Berjou fut utilisé, quant à lui, jusqu'au 3 novembre 1969. 
- La gare du Mesnil-Villement se compose d'un bâtiment original, faisant office de maison de garde-barrière. Un autre bâtiment de même type existe à l'autre extrémité de la commune.
- Une petite maison de garde-barrière (PN22) se situe à la sortie de la commune, en direction de Bafour.